# Min framtidsdag är ljus och lång
Min framtidsdag är ljus och lång är en hemlandssång med text och musik av Nils Frykman. Tryckt med författarens melodi (D-dur, 3/4) i Sanningsvittnet den 8 november 1883. 
Sången framställer i första versen himmelens eviga glädje, men redan i den andra versen kommer författaren "ner på jorden." Fortsättningen handlar om Guds ledning under vandringen mot himmelen. Sista versen är en bön om att få leva mer helt för Jesus den tid som är kvar.

## Publicerad i
- Sanningsvittnet, november 1883
- Nr 206 i Svensk söndagsskolsångbok 1908 under rubriken "Guds barns trygghet".
- Nr 193 i Lilla Psalmisten 1909 under rubriken "Lovsånger".
- Nr 270 i Svenska Missionsförbundets sångbok 1920 under rubriken "Trosvisshet".
- Nr 140 i Svensk söndagsskolsångbok 1929under rubriken "Guds barns glädje och trygghet".
- Nr 352 i Segertoner 1930 under rubriken "Hemlandet".
- Nr 489 i Sionstoner 1935 under rubriken "Nådens ordning: Trosliv och helgelse".
- Nr 450 i Guds lov 1935 under rubriken "Hemlandssånger".
- Nr 131 i Sions Sånger 1951
- Nr 404 i Frälsningsarméns sångbok 1968 Under rubriken "Det Kristna Livet - Erfarenhet och vittnesbörd".
- Nr 302 i Den svenska psalmboken 1986, 1986 års Cecilia-psalmbok, Psalmer och Sånger 1987, Segertoner 1988 och Frälsningsarméns sångbok 1990 under rubriken "Pilgrimsvandringen".
- Nr 687 i Lova Herren 1987 under rubriken "Det himmelska hemmet".
- Nr 230 i Sions Sånger 1981 under rubriken "Längtan till hemlandet".